# Tamara
Tamara je ženské křestní jméno hebrejského původu – pochází z hebrejského pojmenování pro datlovou palmu (תמר, tamar). Zdrobněliny a domácké  podoby jména mohou zahrnovat varianty Tamarka, Tamy, Tami, Tamuška , Tamka , Tara nebo Tarka. V českém občanském kalendáři má svátek 3. června, ve slovenském kalendáři 26. ledna.

## Statistické údaje
Následující tabulka uvádí četnost jména v ČR a pořadí mezi ženskými jmény ve srovnání dvou roků, pro které jsou dostupné údaje MV ČR – lze z ní tedy vysledovat trend v užívání tohoto jména:
| Rok       | Četnost   | Pořadí   |
| 1999      | 1943      | 170.     |
| 2002      | 1959      | 168.     |
| Porovnání | o 16 více | o 2 lépe |
| 2016      | 2525      | 289.     |

Změna procentního zastoupení tohoto jména mezi žijícími ženami v ČR (tj. procentní změna se započítáním celkového úbytku žen v ČR za sledované tři roky )je +1,6%.

## Známé nositelky jména
- Támar – jméno několika postav Bible
- Královna Tamara – gruzínská královna
- Tamara de Lempicka – polská malířka
- Tamara Klusová – česká zpěvačka a spisovatelka, manželka zpěváka Tomáše Kluse
- Tamara Kotrbová – česká herečka
- Tamara Kramárová – slovenská zpěvačka, dcera herce a moderátora Maroše Kramára
- Tamara Lazakovičová – sovětská gymnastka
- Tamara Lunger – italská horolezkyně
- Tamara Makarová – sovětská a ruská herečka
- Tamara McKinley – australská spisovatelka
- Tamara Mellon – britská módní podnikatelka
- Tamara O’Brien – kanadská gymnastka
- Tamara Shakryl – abchazská bojovnice za lidská práva